# رقص پست‌مدرن

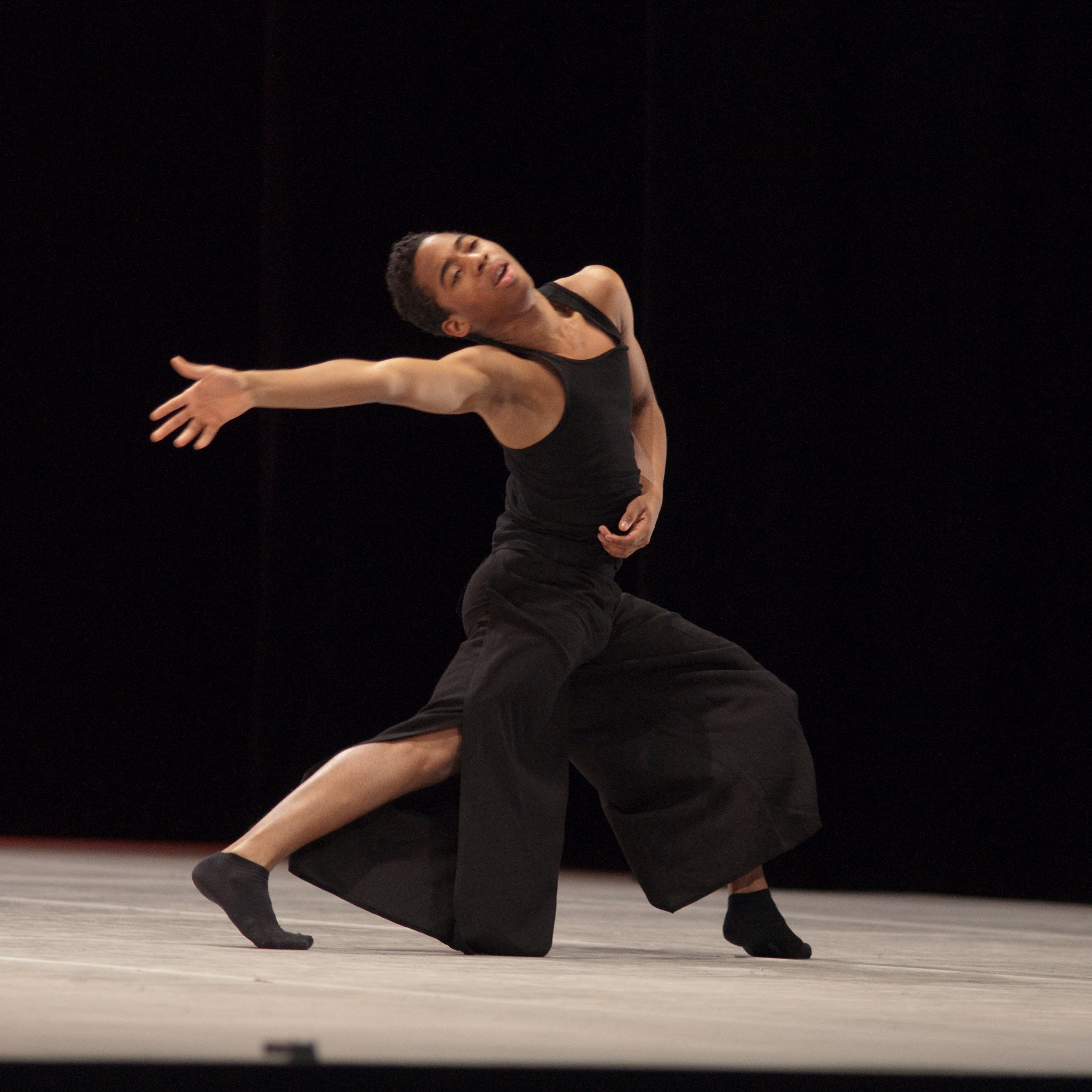
رقصنده ای در اجرای الهام گرفته از رقص پست مدرن، ژانویه ۲۰۱۰.

رقص پست‌مدرن (به انگلیسی: Postmodern dance) یا رقص پسانوگرا، شکلی از رقص صحنه‌ای در قرن بیستم است. رقص پست‌مدرن در واکنش به محدودیت‌های ترکیبی و نمایشی رقص مدرن، استفاده از جنبش روزمره را به عنوان هنر اجرایی معتبر ستایش کرده و از روش‌های جدید و بدیع در ترکیب‌بندی در رقص، حمایت می‌کند.
رقص پست‌مدرن اولیه یا پیشاپست‌مدرن با این ادعا که هر حرکتی رقص است و هرکسی رقصنده به دنیا می‌آید (با یا بدون آموزش)، بیشتر از دیگر رویکردهای پست‌مدرن به معماری، ادبیات و جنبش طراحی، به ایدئولوژی مدرنیسم نزدیک بود. با این‌همه، جنبش رقص پست‌مدرن به سرعت توسعه یافت و به آغوش ایدئولوژی پست‌مدرنیسم رانده شد. چنان‌که می‌توان نمودش را در طیف وسیعی از کارهای رقصی که در تئاتر رقص جادسون ظهور یافته، مشاهده کرد.
حضور رقص پست‌مدرن بین سال‌های ۱۹۶۰ تا ۱۹۷۰، بسیار کوتاه به نظر می‌رسد. با این حال، میراث آن قدرت‌مندانه در رقص معاصر (ترکیبی از مدرنیسم و پست‌مدرنیسم)، حضور دارد و ظهور فرایند طراحی رقص پست‌مدرن، منجر به تولید طیف گسترده‌ای از آثار در سبک‌های مختلف شده است.
از بنیان‌گذاران این نوع رقص می‌توان به مرس کانینگهام (نه در رقص بلکه در شیوه پست‌مدرن طراحی رقص) و لوسیندا چایلدز اشاره کرد.